# Domingo Castro
Domingo Castro fue un militar argentino, perteneciente a la Armada, que alcanzó la jerarquía de capitán de fragata. Se desempeñó dos veces como gobernador del Territorio Nacional del Chubut entre 1925 y 1928 y entre 1930 y 1931.

## Biografía
Ingresó a la Armada Argentina, egresando de la Escuela Naval Militar como guardiamarina en la promoción 26. Realizó su viaje de instrucción el fragata ARA Presidente Sarmiento, en su viaje de instrucción II en 1902. En 1922 fue comandante del crucero ARA Buenos Aires. Pasó a retiro con el grado de capitán de fragata.
Fue inspector de Tierras del Ministerio de Agricultura de la Nación, encabezando una inspección general al Territorio Nacional del Neuquén en 1920.
En 1924, fue designado interventor del Concejo Municipal de Comodoro Rivadavia (Chubut), desempeñando el cargo hasta octubre de 1925, cuando fue designado gobernador del Territorio Nacional del Chubut por el presidente Marcelo T. de Alvear. En su gestión, creó las comisiones de fomento de José de San Martín en 1926 y de Lago Puelo en 1928.
Desempeñó el cargo de gobernador hasta 1928, regresando al mismo tras el golpe de Estado de 1930, designado por el presidente de facto José Félix Uriburu. En su segunda gestión, creó la comisión de fomento de Puerto Pirámides.